# ماساهيرو يامادا (كاتب)
ماساهيرو يامادا (باليابانية: 山田正弘؛ بالكانا: やまだ まさひろ) هو كاتب سيناريو وشاعر ياباني، ولد في 26 فبراير 1931 في طوكيو في اليابان، وتوفي في 10 أغسطس 2005 في شينجوكو في اليابان بسبب سرطان الرئة.

## وصلات خارجية
- ماساهيرو يامادا على موقع IMDb (الإنجليزية)
- ماساهيرو يامادا على موقع قاعدة بيانات الفيلم (الإنجليزية)
- ماساهيرو يامادا على موقع كينوبويسك (الروسية)